# Anzjero-Sudzjensk
Anzjero-Sudzjensk (ryska Анже́ро-Су́дженск) är en stad i Kemerovo oblast i Ryssland. Staden hade 73 705 invånare år 2015.